# 경천교회 (유교)
경천교회(敬天敎會)는 대한제국 말기에 결성된 유교 계열의 단체이다.
1909년 11월 6일에 설립되었으며 단체의 목표는 "유교 선양"이었다. 그러나 이 단체의 주요 활동은 한일 병합 조약 체결을 지지하는 국시유세단과 연합하는 정치적인 것이었다.
11월 6일 조직 직후 취지서를 발간했다. 발기인은 김세응, 서병곤, 정수기, 정인선, 한명규의 5명이며 대표로는 주학신이 추대되었다.
결성 사흘 후인 11월 9일에는 조직을 확장하고 국시유세단과 연합 교섭을 벌였다. 국시유세단은 같은 해 7월에 이완용 주도로 발족하여 주로 전국을 순회하는 연설회 개최로 선전 작업을 수행하던 단체이다. 주요 주장은 일본 제국의 대한제국 보호통치를 찬성한다는 것이었다. 이때 국시유세단과의 연합 교섭에는발기인 5인이 중심 인물로 나섰다.
경천교회 측은 기호 지역에 경천교회 지회가 80곳, 교인은 10만 명이 존재한다고 밝혔으나 확인되지는 않았다. 국시유세단이 이듬해 정우회로 개편되면서 경천교회의 활동도 보이지 않는다.

## 같이 보기
- 국시유세단

## 참고자료
- 친일인명사전편찬위원회 (2004년 12월 27일). 《일제협력단체사전 - 국내 중앙편》. 서울: 민족문제연구소. 194-195쪽쪽. ISBN 8995330724.